# Montrose Manor
Montrose Manor es un lugar designado por el censo ubicado en el condado de Berks en el estado estadounidense de Pensilvania. En el Censo de 2010 tenía una población de 604 habitantes y una densidad poblacional de 1.631,78 personas por km².

## Geografía
Montrose Manor se encuentra ubicado en las coordenadas 40°18′23″N 75°59′14″O / 40.30639, -75.98722. Según la Oficina del Censo de los Estados Unidos, Montrose Manor tiene una superficie total de 0.6 km², de la cual 0.6 km² corresponden a tierra firme y (0%) 0 km² es agua.

## Demografía
Según el censo de 2010, había 604 personas residiendo en Montrose Manor. La densidad de población era de 1.631,78 hab./km². De los 604 habitantes, Montrose Manor estaba compuesto por el 94.21% blancos, el 1.82% eran afroamericanos, el 0% eran amerindios, el 1.49% eran asiáticos, el 0% eran isleños del Pacífico, el 1.16% eran de otras razas y el 1.32% pertenecían a dos o más razas. Del total de la población el 7.45% eran hispanos o latinos de cualquier raza.